# Isistemplet på Capitolium
Isistemplet, även Iseum, var ett tempel på Capitoliums högre topp Arx i Rom. Det var invigt åt gudinnan Isis och uppfördes under den sena republikens tid. 
År 58 f.Kr. beslutade senaten att alla tempel invigda åt egyptiska gudar inom pomerium skulle förstöras. Templet ska sannolikt ha återuppbyggts.

## Karta
| Plan över Capitolium under antiken |
| --- |
| Capitolium Arx Forum Romanum Fori Imperiali Velabrum Jupitertemplet Tabularium Juno Monetas tempel Marcellusteatern Forum Holitorium Bellonatemplet Jupiter Feretrius tempel Veiovistemplet Auguraculum Iseum Jupiter Custos tempel Concordiatemplet Jupiter Conservators tempel Altare Tensarum Jupiter Tonans tempel Clivus Capitolinus Centus Gradus Porta Pandana Janustemplet Juno Sospitas tempel Spestemplet Augustustemplet Asylum Inter duos lucos Vicus Iugarius Marsfältet Dei Consentes portik Vespasianus- templet Concordiatemplet Tullianum Clivus Argentarius Venus Erycinas tempel Bona Mens tempel Fidestemplet Opstemplet Scipio Africanus båge Saturnustemplet Basilica Iulia |